# Minginui
La ville Minginui est une localité de la région de la  Baie de l’Abondance, située dans l’Île du nord de la Nouvelle-Zélande.

## Situation
Le parc Whirinaki Te Pua-a-Tāne (en) est localisé à proximité immédiate de la ville.

## Population
Le recensement de  de recensement de 2006 en Nouvelle-Zélande donne une population du secteur de 1 464 habitants, en réduction de 300 personnes depuis celui de 1996 .

## Histoire
En 1978, la ville fut le lieu d’une grande manifestation de protestation et une confrontation entre les communautés locales et les partisans de la protection de la nature (en) pour le maintien d’une forêt native située dans le secteur de la ‘Whirinaki State Forest’ adjacente.
Quatre bus chargés de ‘conservationistes’ arrivèrent à Minginui, provenant d’une réunion de la Environment and Conservation Organisations of Aotearoa New Zealand (en) ou 'ECO' pour une conférence, qui se tenait à Taupo.
Les résidents locaux firent des barricades sur la route menant à la forêt pour empêcher une marche prévue dans le bush .
La 'forêt domaniale de Whirinak' devint le 'Parc Forestier de Whirinaki après le passage du ‘Conservation Act’ 